# João Maria de Aguiar
João Maria de Aguiar (Ponta Delgada, 20 de Novembro de 1858 — Évora, 22 de Setembro de 1935) foi um oficial de engenharia do Exército Português, no qual atingiu o posto de capitão de engenharia. Teve funções de administrador colonial, tendo exercido as funções de governador do distrito da Huíla, o sudoeste de Angola, sendo o comandante da força expedicionária portuguesa que atravessou o vau do Pembe, no rio Cunene e foi derrotada pelos guerreiros cuamatos na batalha do vau do Pembe.

## Biografia
Foi filho de José Maria de Aguiar, natural da Ribeira Seca, concelho da Calheta, ilha de São Jorge, e de Maria José Cabral de Melo, natural da freguesia da Matriz de Ponta Delgada. Depois de fazer os seus estudos secundários no Liceu Nacional de Ponta Delgada, em Agosto de 1879 assentou praça como voluntário na arma de artilharia, matriculando-se no ano seguinte nos estudos preparatórios para Engenharia Militar ministrados pela Universidade de Coimbra.
Concluídos aqueles estudos, em 1882 matriculou-se no curso de Engenharia da Escola do Exército. No ano seguinte foi promovido a alferes e colocado no Batalhão n.º 2 do Regimento de Caçadores da Rainha. Mantendo-se naquele Regimento, a 30 de Janeiro de 1886 foi promovido a capitão e pouco depois transferido para o Regimento de Engenharia.
Em 1898 foi colocado em Angola, sendo nomeado governador interino do distrito de Moçâmedes em 1899. Pouco depois foi transferido para iguais funções no distrito do Congo. Em 3 de Outubro de 1902 foi nomeado governador do distrito da Huíla.
Pouco depois de ser promovido a major, em 1904, foi nomeado comandante de uma expedição militar de pacificação que tinha por objectivo impor a soberania portuguesa nos territórios do sudoeste de Angola, entre o rio Cunene e o rio Cubango, onde os povos nativos se recusavam a aceitar a presença colonial portuguesa e se acolhiam refugiados da Damaralândia, fugidos da presença colonial no Sudoeste Africano Alemão. Esta expedição militar tinha como propósito ocupar Ondjiva, residência do régulo Mandume Ya Ndemufayo, líder dos cuanhamas e da rebelião contra as autoridades portuguesas.
A expedição, uma das maiores de sempre em Angola, era composta por por 40 oficiais, 467 praças europeias, 921 auxiliares indígenas e 11 civis, era chefiada por João Maria de Aguiar, governador do distrito. Depois da expedição ter atravessado sob fogo inimigo o vau do Pembe, no rio Cunene, a expedição ficou cercada e a capacidade de comando de João Aguiar começou a ser questionada. Poucos dias depois, a 25 de Setembro de 1904, uma coluna de reconhecimento, sob o comando do capitão de artilharia Luís Pinto de Almeida, foi cercada numa clareira nas proximidades de Umpungo e dizimada, perdendo mais de 250 homens, acontecimento que ficaria conhecido como o desastre do Vau do Pembe. Face à magnitude da derrota, uma das mais graves sofrida por uma potência europeia perante forças africanas, o resto da expedição foi forçada a retirar. Apenas em 1907 a região seria conquistada pela expedição comandada por Alves Roçadas.
O desastre da expedição levou a que fosse logo em 1905 exonerado do cargo de governador da Huíla e mandado apresentar em Lisboa, onde foi colocado em funções técnicas. Nessas funções, em 1907 foi nomeado para fazer parte da comissão que elaborou o plano geral de ampliação e melhoria da higiene nas instalações do Hospital Militar Permanente de Lisboa. Em 1916 foi director da Escola Prática de Engenharia e em 1917 passou à reserva, com a patente de coronel.
João Maria de Aguiar legou parte dos seus livros à Junta Geral do Distrito Autónomo de Ponta Delgada, por testamento de 11 de Outubro de 1930, com o desejo de os mesmos formarem um fundo autónomo numa biblioteca pública. Essa disposição foi cumprida, e os cerca de 3 000 livros que legou constituem a livraria João Maria de Aguiar na Biblioteca Pública e Arquivo Regional de Ponta Delgada.
Faleceu em Évora, sendo detentor de várias condecorações e louvores, com destaque para a Ordem da Águia Vermelha, concedida pelo Imperador Alemão. Recebeu também, a 13 de Outubro de 1903, com a medalha de ouro da Medalha de Serviços Distintos.